# 30 de outubro
30 de outubro é o 303.º dia do ano no calendário gregoriano (304.º em anos bissextos). Faltam 62 dias para acabar o ano.

## Eventos históricos

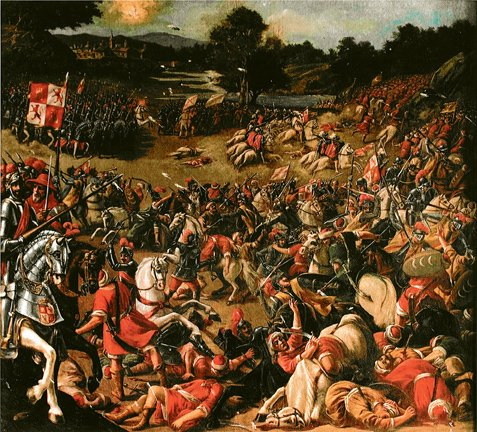
1340: Batalha do Salado

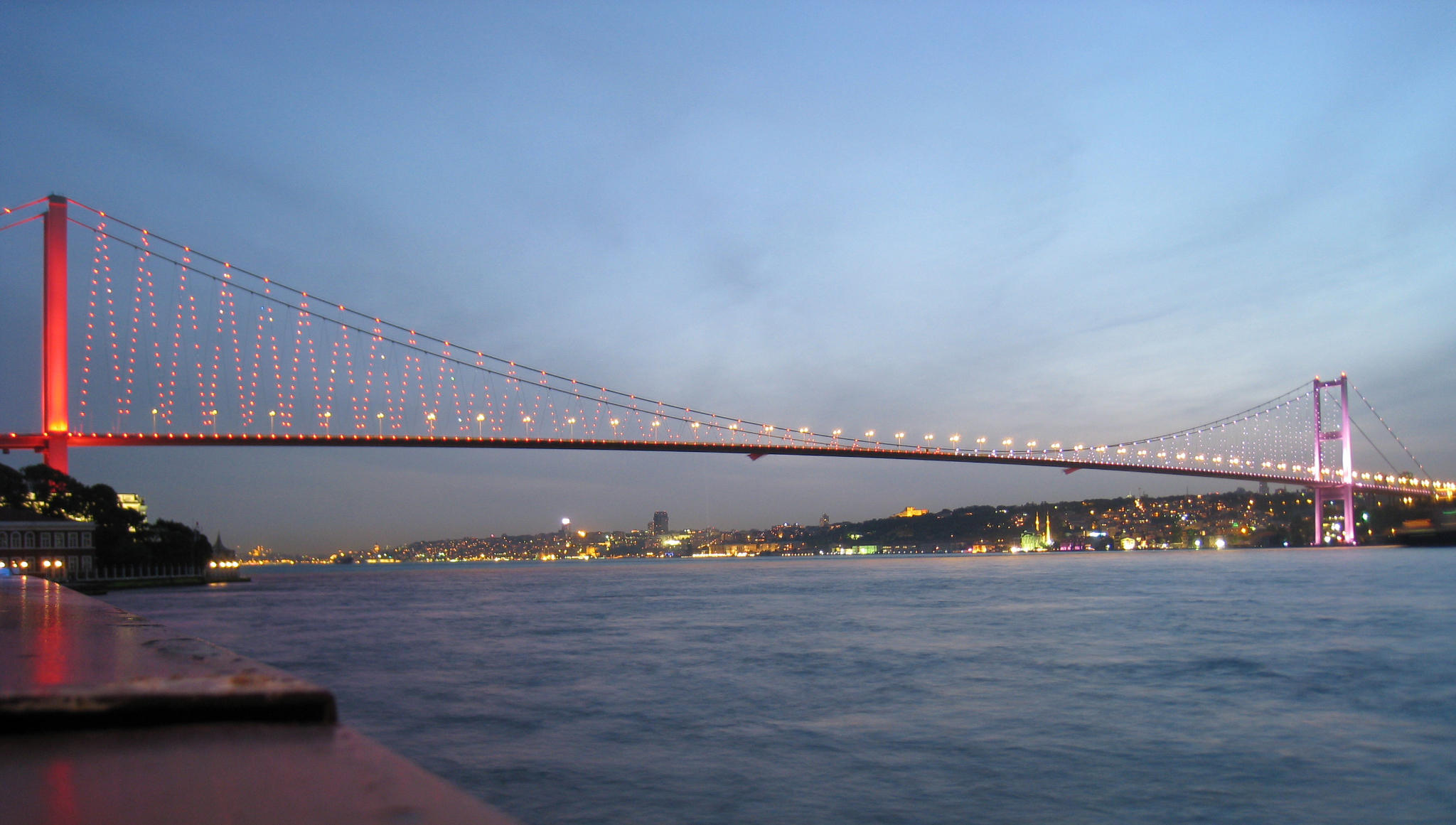
1973: Inauguração da Ponte do Bósforo

- 0637 — Guerras árabe-bizantinas: Antioquia se rende ao Califado Rashidun após a Batalha da Ponte de Ferro.
- 0758 — A cidade de Cantão, localizada na China, é saqueada por piratas árabes e persas.
- 1270 — A Oitava Cruzada termina com um acordo entre Carlos I, Conde de Anjou (substituindo seu falecido irmão o Rei Luís IX da França) e a dinastia Haféssida de Túnis, Tunísia.
- 1340 — Reconquista: forças portuguesas e castelhanas detêm uma invasão muçulmana na Batalha do Salado.
- 1470 — Henrique VI de Inglaterra é reinvestido como rei, após a vitória do seu general Ricardo Neville, Conde de Warwick sobre Eduardo IV.
- 1500 — Rei Dom Manuel I de Portugal casa-se com Maria de Aragão e Castela.
- 1657 — Guerra Anglo-Espanhola: as forças espanholas não conseguem retomar a Jamaica na Batalha de Ocho Rios.
- 1806 — Guerra da Quarta Coalizão: convencido de que está enfrentando uma força muito maior, o general prussiano Friedrich Gisbert Wilhelm von Romberg, comandando 5 300 homens, entrega a cidade de Stettin a 800 soldados franceses.

- 1863 — O príncipe dinamarquês Vilhelm chega a Atenas para assumir seu trono como Jorge I, rei dos helenos.

- 1864 — Assinado o Tratado de Viena, pelo qual o Reino da Dinamarca perdeu Schleswig e Holstein para o Reino da Prússia e o Império Austríaco.
- 1888 — A Concessão Rudd é concedida por Matabelelândia a agentes de Cecil Rhodes.
- 1905 — O czar Nicolau II da Rússia assina o Manifesto de Outubro prometendo uma constituição representativa.
- 1918
  - Primeira Guerra Mundial: o Império Otomano assina o Armistício de Mudros com os Aliados.
  - Primeira Guerra Mundial: as Terras da Coroa de Santo Estêvão, uma união estatal do Reino da Hungria e Reino Triuno da Croácia, Eslováquia e Dalmácia são abolidas com decisões dos parlamentos croata e húngaro.
- 1938 — Uma adaptação para o rádio do romance de ficção científica A Guerra dos Mundos, de H. G. Wells, dirigida por Orson Welles, é transmitida em Nova Iorque, causando pânico na população, que achou que a Terra estava realmente sendo invadida por extraterrestres.
- 1941 — O presidente dos Estados Unidos da América, Franklin Delano Roosevelt, aprova US$ 1 bilhão em ajuda para as nações aliadas.
- 1944 — Segunda Guerra Mundial: a Força Expedicionária Brasileira conquista Lama di Sotto, Lama di Sopra, Pradescello, Pian de los Rios, Collo e San Chirico, na campanha da Itália.
- 1945 — A Índia, conhecida informalmente como Império Indiano (atual República da Índia) é admitida como Estado-membro das Nações Unidas.
- 1947 — Estabelecido o Acordo Geral de Tarifas e Comércio, a fundação da Organização Mundial do Comércio (OMC).
- 1953 — O presidente Eisenhower aprova o documento ultrassecreto NSC 162/2 sobre a manutenção de uma forte força de dissuasão nuclear contra a União Soviética.
- 1956 — Revolução Húngara: O governo de Imre Nagy reconhece os recém-criados conselhos operários revolucionários. O oficial do Exército Béla Király lidera milícias antissoviéticas em um ataque à sede do Partido do Povo Trabalhador Húngaro.
- 1959 — O voo 349 da Piedmont Airlines cai na aproximação do Aeroporto de Charlottesville-Albemarle, no condado de Albemarle, Virgínia, matando 26 dos 27 a bordo.[1]
- 1961
  - A União Soviética detona a maior bomba nuclear da história (a Tsar Bomba, com 57 megatons) na ilha russa de Nova Zembla.
  - Devido a "violações dos preceitos de Vladimir Lenin", é decretado que o corpo de Josef Stalin seja removido de seu lugar de honra dentro do mausoléu de Lenin e enterrado perto da Muralha do Kremlin com um marcador de granito simples.
- 1967 — Bondes elétricos são extintos no bairro de Campo Grande, Rio de Janeiro.
- 1968 — Um esquadrão de 120 comandos do Exército norte-coreano desembarca em barcos ao longo de uma seção de 25 milhas de comprimento da costa leste da Coreia do Sul, em uma tentativa fracassada de derrubar a ditadura de Park Chung Hee e promover a reunificação da Coreia.[2]
- 1969 — Anos de Chumbo: toma posse no Brasil o presidente militar Emílio Médici.
- 1973
  - Criada a SEMA (Secretaria do Meio Ambiente) no Brasil. Órgão que mais tarde formará o IBAMA.
  - A Ponte do Bósforo na Turquia é concluída, conectando os continentes da Europa e Ásia sobre o Bósforo pela segunda vez.
- 1975
  - Por determinação do caudilho Francisco Franco, o príncipe João Carlos é interinamente alçado como chefe de Estado da Espanha.
  - Quarenta e cinco pessoas morrem quando o voo 450 da Inex-Adria Aviopromet cai em Suchdol, Praga, quando se aproximava do Aeroporto Ruzyně de Praga (atual Aeroporto Václav Havel Praga), na Tchecoslováquia (atual República Tcheca).[3]
- 1980 — El Salvador e Honduras concordam em colocar a disputa de fronteira travada na Guerra do Futebol de 1969 no Tribunal Internacional de Justiça.
- 1983
  - Realizam-se as primeiras eleições democráticas na Argentina, após sete anos de regime militar.
  - Um terremoto de magnitude 6,6 nas províncias turcas de Erzurum e Carse deixa aproximadamente 1 340 mortos.[4]
- 1985 — O ônibus espacial Challenger decola para a missão STS-61-A, sua missão final de sucesso.
- 1991 — Conflito israelo-palestino: a Conferência de Madri inicia um esforço para reativar as negociações de paz entre Israel e a Palestina.
- 1995
  - França faz lançamento bem-sucedido do foguete Ariane 5.
  - Os cidadãos de Quebec votam por pouco (50,58% a 49,42%) a favor de permanecer uma província do Canadá em seu segundo referendo sobre a soberania nacional.
- 2007 — O Brasil é anunciado oficialmente como país-sede da Copa do Mundo FIFA de 2014.
- 2014 — A Suécia é o primeiro estado membro da União Europeia a reconhecer oficialmente o Estado da Palestina.
- 2015
  - Sessenta e quatro pessoas morrem e mais de 147 ficam feridas após um incêndio em uma boate na capital romena Bucareste.
  - Toma posse em Portugal o XX Governo Constitucional, um governo da coligação Portugal à Frente (PPD/PSD e CDS–PP) chefiado pelo primeiro-ministro Pedro Passos Coelho, naquele que será o mais curto governo da história democrática do país.
- 2018 — NASA anunciou que o telescópio espacial Kepler, tendo ficado sem combustível, depois de nove anos de serviço e a descoberta de mais de 2 600 exoplanetas, foi aposentado oficialmente e vai manter sua órbita atual e segura, longe da Terra.[5][6]
- 2020 - Um Terremoto no mar Egeu mata pelo menos 110 pessoas e deixa mais outras 1 000 feridas.[7]
- 2022
  - Luiz Inácio Lula da Silva é eleito, no segundo turno, e pela terceira vez, presidente do Brasil na eleição presidencial de 2022 por 50,90%. Seu adversário foi Jair Bolsonaro, derrotado por 49,10%. Pela primeira vez, no Brasil, a eleição foi disputada entre um ex-presidente e o atual presidente e a mais acirrada desde a redemocratização do país.
  - Colapso de ponte em Morbi, Gujarat, Índia, causa pelo menos 141 mortes.[8]

## Nascimentos

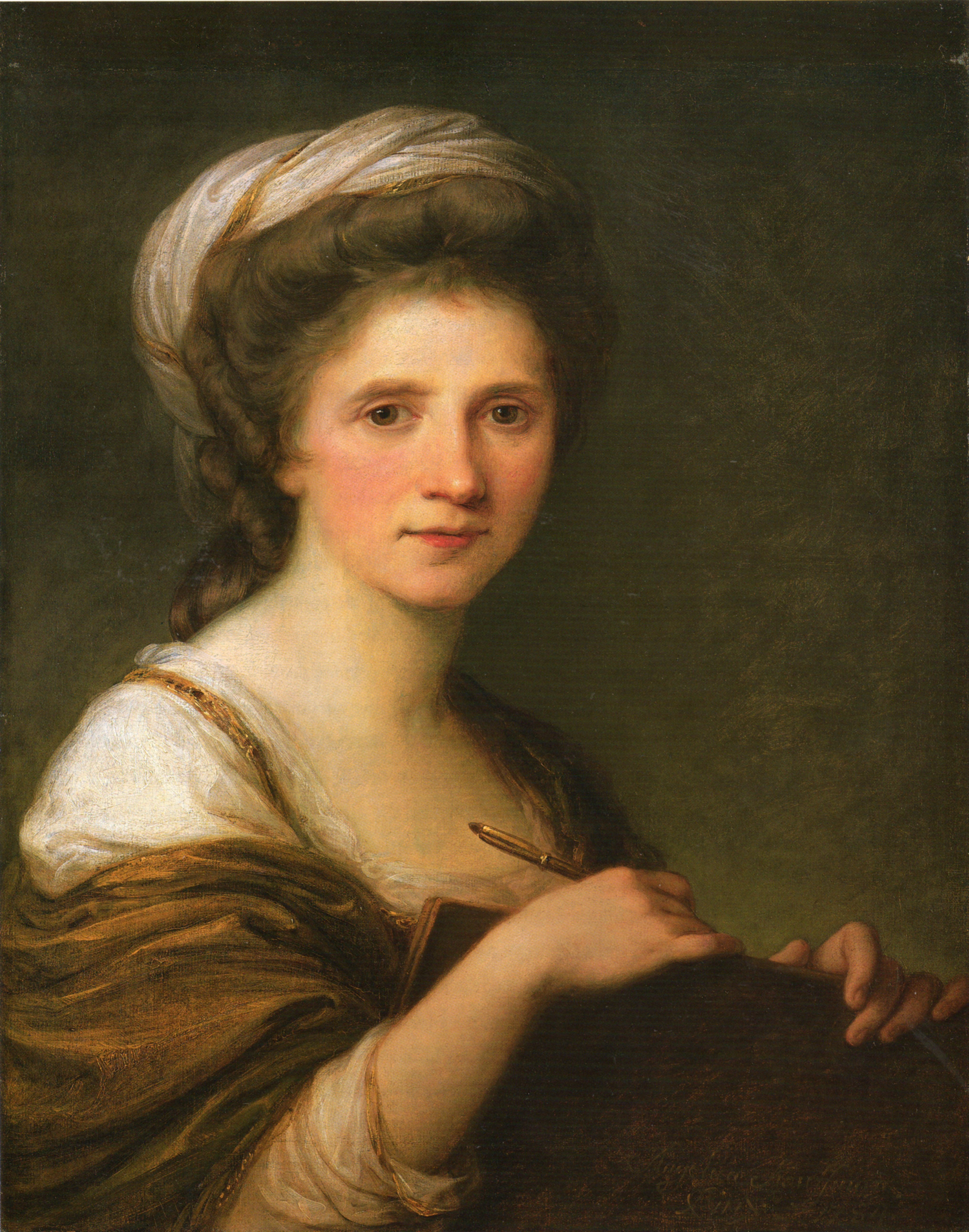
Angelika Kauffmann

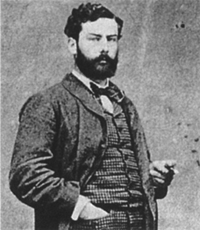
Alfred Sisley

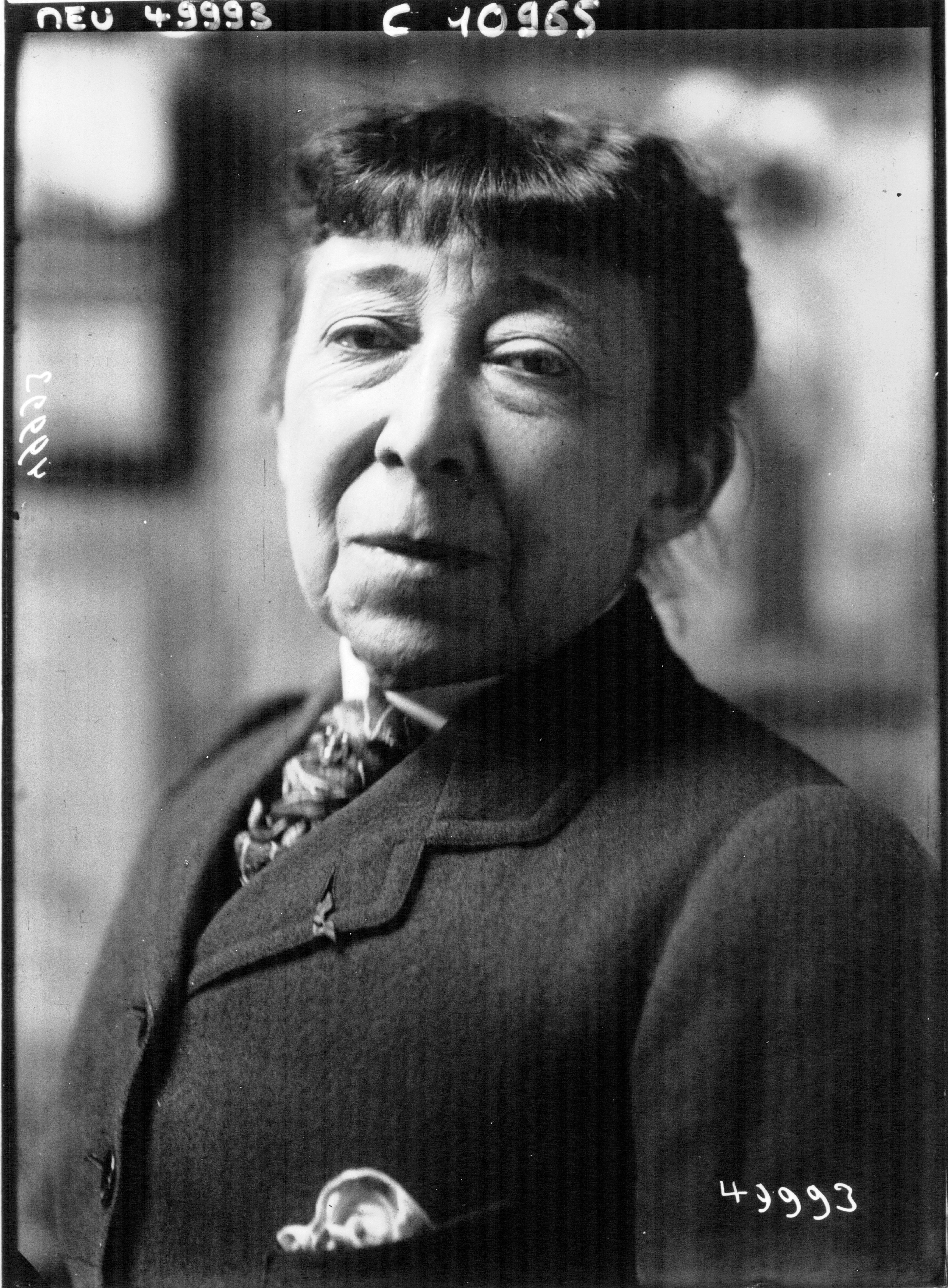
Louise Abbéma

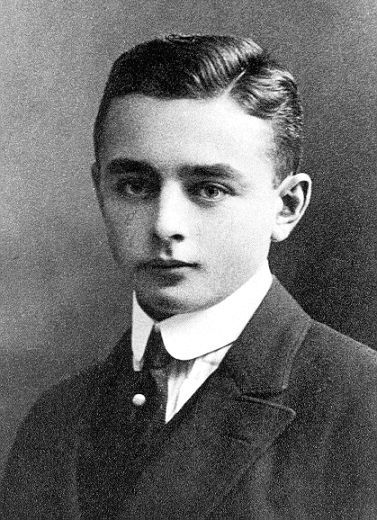
Georg Heym

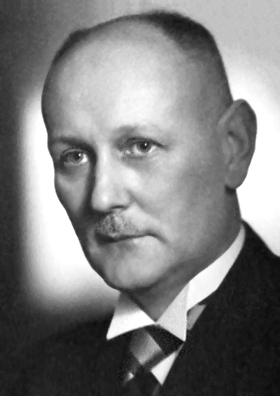
Gerhard Domagk

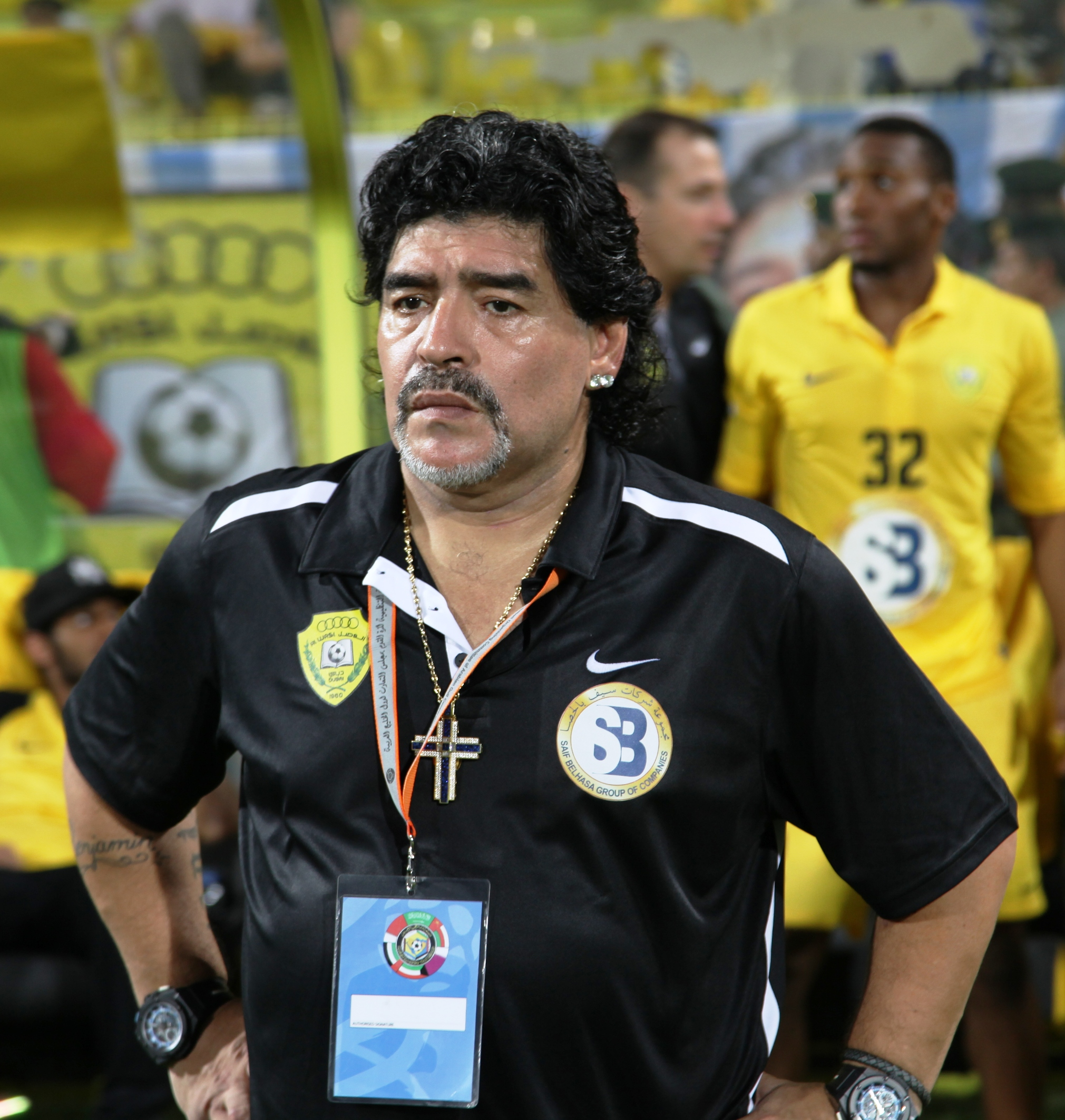
Diego Maradona

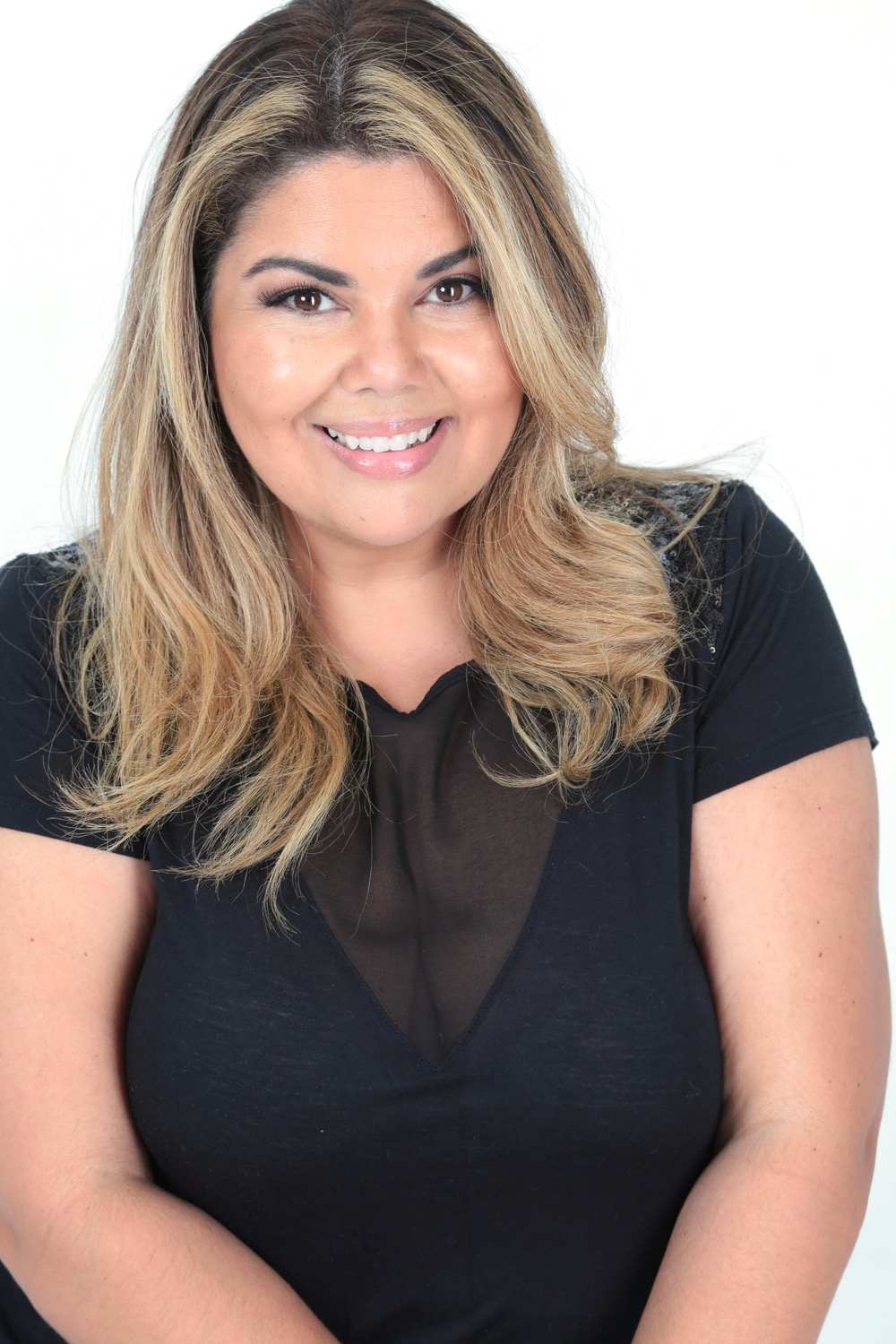
Fabiana Karla

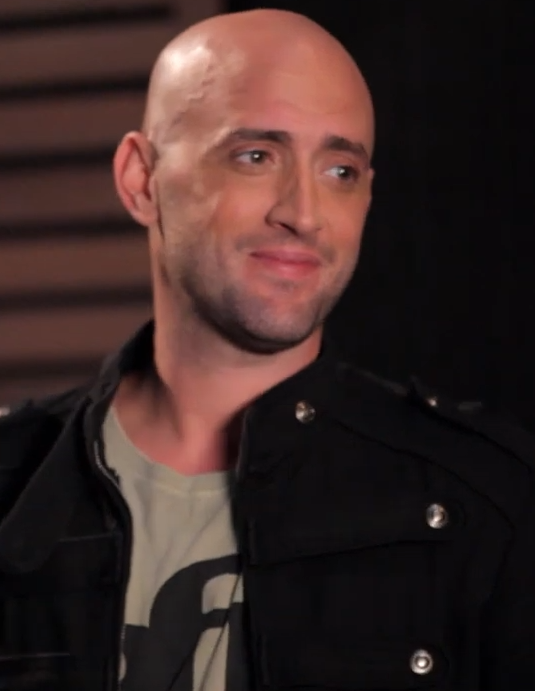
Paulo Gustavo

### Anteriores ao século XIX
- 39 a.C. — Júlia, a Velha, nobre romana (m. 14)
- 1218 — Chukyo, imperador do Japão (m. 1234).
- 1447 — Lucas Watzenrode, bispo de Vármia (m. 1512).
- 1492 — Ana de Alençon, marquesa de Monferrato (m. 1562).
- 1513 — Jacques Amyot, escritor francês (m. 1593).
- 1624 — Paul Pellisson, escritor francês (m. 1693).
- 1632 — Christopher Wren, físico, matemático e arquiteto britânico (m. 1723).
- 1668 — Sofia Carlota de Hanôver, rainha da Prússia (m. 1705).
- 1713 — Antônio José Landi, arquiteto italiano (m. 1791).
- 1734 — Augusta Isabel de Württemberg (m. 1787).
- 1735 — John Adams, político americano (m. 1826).
- 1741 — Angelika Kauffmann, pintora suíça (m. 1807).
- 1762 — André Chénier, escritor francês (m. 1794).

### Século XIX
- 1825 — Adelaide Anne Procter, poetisa e filantropa britânica (m. 1864).
- 1839 — Alfred Sisley, pintor e paisagista francês (m. 1899).
- 1853 — Louise Abbéma, pintora, escultora e gravurista francesa (m. 1927).
- 1857 — Georges Gilles de la Tourette, médico francês (m. 1904).
- 1871 — Paul Valéry, filósofo, escritor e poeta simbolista francês (m. 1945).
- 1873 — Francisco I. Madero, político mexicano (m. 1913).
- 1882 — Günther von Kluge, general alemão (m. 1944).
- 1885 — Ezra Pound, poeta estado-unidense (m. 1972).
- 1887 — Georg Heym, escritor alemão (m. 1912).
- 1888 — Konstantinos Tsiklitiras, atleta grego (m. 1913).
- 1894 — Jean Rostand, biólogo, filósofo e historiador francês (m. 1977).
- 1895 — Gerhard Domagk, microbiologista alemão (m. 1964).
- 1897 — Agustín Lara, compositor mexicano (m. 1970).
- 1900 — Ragnar Granit, médico finlandês (m. 1991).

### Século XX

#### 1901—1950
- 1906
  - Giuseppe Farina, automobilista italiano (m. 1966).
  - Andrey Tychonoff, matemático russo (m. 1993).
  - Hermann Fegelein, militar alemão (m. 1945).
- 1907 — Harold Davenport, matemático britânico (m. 1969).
- 1908 — Afet İnan, historiadora e socióloga turca (m. 1985).
- 1909 — Willy von Känel, futebolista suíço (m. 1991).
- 1910 — Miguel Hernández, poeta e dramaturgo espanhol (m. 1942).
- 1914 — Leabua Jonathan, político lesotiano (m. 1987).
- 1915 — Robert Monroe, escritor, engenheiro de som, empresário e parapsicólogo norte-americano (m. 1995).
- 1917
  - Maurice Trintignant, automobilista francês (m. 2005).
  - Nikolai Ogarkov, militar russo (m. 1994).
- 1919 — Guilherme Espírito Santo, futebolista e atleta português (m. 2012).
- 1922 — Marie Van Brittan Brown, inventora norte-americana (m. 1999).
- 1924
  - Jean-Michel Charlier, desenhista belga (m. 1989).
  - Hubert Curien, físico francês (m. 2005).
- 1925
  - Teo Macero, saxofonista, compositor e produtor musical norte-americano (m. 2008).
  - Neiva Chaves Zelaya, médium brasileira (m. 1985).
- 1926 — Jacques Swaters, automobilista belga (m. 2010).
- 1928
  - Daniel Nathans, microbiologista norte-americano (m. 1999).
  - Raúl Cárdenas, futebolista e treinador de futebol mexicano (m. 2016).
- 1930
  - Clifford Brown, músico norte-americano (m. 1956).
  - Néstor Almendros, diretor de fotografia espanhol (m. 1992).
- 1931 — Carlos Alberto Etchandy Gimeno Navarro, arcebispo brasileiro (m. 2003).
- 1934 — Pierre Beuffeuil, ex-ciclista francês.
- 1935
  - Víctor Benítez, futebolista peruano (m. 2022).
  - Ágota Kristóf, escritora húngara (m. 2011).
- 1936 — Polina Astakhova, ginasta ucraniana (m. 2005).
- 1937 — Claude Lelouch, argumentista, produtor e realizador de cinema francês.
- 1939
  - Leland Hartwell, geneticista norte-americano.
  - Grace Slick, cantora e compositora norte-americana.
- 1941
  - Cássio Taniguchi, político brasileiro.
  - Sérgio Sant'Anna, escritor, professor universitário e advogado brasileiro (m. 2020).
  - Theodor Hänsch, físico alemão.
- 1942 — Lamberto Boranga, ex-futebolista italiano.
- 1943 — Paul Corkum, físico canadense.
- 1945 — Henry Winkler, ator, produtor, autor e realizador de cinema norte-americano.
- 1946
  - André Catimba, futebolista brasileiro (m. 2021).
  - William Thurston, matemático norte-americano (m. 2012).
  - René Jacobs, músico belga.
  - Robert Gibson, aviador naval e astronauta norte-americano.
  - Chris Slade, músico norte-americano.
- 1949
  - Jorge Bucay, médico e escritor argentino.
  - Paul Tschang In-Nam, arcebispo e diplomata sul-coreano.
  - Josef Pühringer, político austríaco.

#### 1951—2000
- 1951
  - Harry Hamlin, ator e escritor norte-americano.
  - Trilok Gurtu, músico indiano.
  - Mario Castillo, ex-futebolista salvadorenho.
- 1952 — Ana Paula Tavares, historiadora e poetista angolana.
- 1954
  - Mario Testino, fotógrafo anglo-peruano.
  - Kinnah Phiri, ex-futebolista e treinador de futebol malauiano.
  - Willem de Vos, microbiologista neerlandês.
  - Mahmoud El Khatib, ex-futebolista egípcio.
  - Ramón Maradiaga, ex-futebolista e treinador de futebol hondurenho.
- 1955 — Heidi Heitkamp, advogada e política norte-americana.
- 1956
  - Carlos Azpiroz Costa, frade dominicano e arcebispo argentino.
  - Juliet Stevenson, atriz britânica.
  - Carlos César, político português.
- 1957
  - Kevin Pollak, ator norte-americano.
  - Ľubomír Ftáčnik, enxadrista eslovaco.
- 1958
  - François Kalist, bispo católico francês.
  - Igor Panarin, economista russo.
- 1959
  - Marc Alexandre, ex-judoca francês.
  - Isabelle Breitman, atriz francesa.
  - Glenn Hysén, ex-futebolista sueco.
- 1960 — Diego Maradona, futebolista e treinador de futebol argentino (m. 2020).
- 1961
  - Giorgos Papakonstantinou, economista e político grego.
  - Dmitry Muratov, jornalista russo.
  - Ronald Garan, astronauta norte-americano.
- 1962
  - Stefan Kuntz, ex-futebolista e treinador de futebol alemão.
  - Michael Beach, ator norte-americano.
  - Colin Clarke, ex-futebolista e treinador de futebol britânico.
- 1964 — Adnan Al-Talyani, ex-futebolista emiradense.
- 1965
  - J. Paul Boehmer, ator norte-americano.
  - Thomas Erdos, automobilista brasileiro.
  - Gavin Rossdale, músico britânico.
  - Jürgen Hermann Mayer, arquiteto alemão.
- 1966 — Abu Musab al-Zarqawi, líder islâmico iraquiano (m. 2006).
- 1967
  - João Vitti, ator brasileiro.
  - Arsène Hobou, ex-futebolista marfinense.
  - Ilija Lupulesku, ex-mesa-tenista sérvio.
- 1968 — Jack Plotnick, ator e produtor norte-americano.
- 1969 — Stanislav Gross, político tcheco (m. 2015).
- 1970
  - Nia Long, atriz norte-americana.
  - Xie Jun, enxadrista chinesa.
- 1971 — Fredi Bobič, ex-futebolista alemão.
- 1972
  - Paola Carosella, chef de cozinha argentina.
  - Paulo Nunes, ex-futebolista brasileiro.
  - Rodrigo Fagundes, ator e humorista brasileiro.
- 1973
  - Adam "Edge" Copeland, wrestler canadense.
  - Ester Batista, cantora brasileira.
  - Paulo Isidoro, ex-futebolista brasileiro.
- 1975
  - Fabiana Karla, atriz e humorista brasileira.
  - Dimitar Ivankov, ex-futebolista búlgaro.
- 1976
  - Stern John, ex-futebolista e treinador de futebol trinitário.
  - Ümit Özat, ex-futebolista e treinador de futebol turco.
- 1977
  - Mauro, ex-futebolista brasileiro.
  - Jördis Triebel, atriz alemã.
- 1978
  - Paulo Gustavo, comediante e ator brasileiro (m. 2021).
  - Natália Lage, atriz brasileira.
  - Ko Jong-Soo, ex-futebolista sul-coreano.
  - Elisângela Oliveira, jogadora de vôlei brasileira.
  - Matthew Morrison, ator e cantor norte-americano.
  - Gerardo Seoane, ex-futebolista e treinador de futebol suíço.
- 1979
  - Kristina Anapau, atriz norte-americana.
  - Xavier Espot Zamora, político andorrano.
- 1980
  - Careca, ex-futebolista brasileiro.
  - Sarah Carter, atriz canadense.
- 1981
  - Roberta Gualda, atriz brasileira.
  - Fiona Dourif, atriz norte-americana.
  - Shaun Sipos, ator canadense.
  - Ivanka Trump, modelo, empresária e escritora norte-americana.
  - Rubén Pérez Moreno, ex-ciclista espanhol.
- 1982
  - Clémence Poésy, atriz francesa.
- 1983 — Iain Hume, ex-futebolista canadense.
- 1984 — Mohamed "Gedo" Nagy, ex-futebolista egípcio.
- 1985 — Ragnar Klavan, futebolista estoniano.
- 1986
  - Jennie Panhan, atriz e apresentadora tailandesa.
  - Peter Pekarík, futebolista eslovaco.
  - Yuka Kato, ex-nadadora japonesa.
  - Thomas Morgenstern, esquiador austríaco.
  - Sebastián Crismanich, taekwondista argentino.
- 1987
  - Steve Rushton, músico britânico.
  - Émilie Andéol, judoca francesa.
  - Ashley Graham, modelo norte-americana.
  - Ali Riley, futebolista neozelandesa.
- 1988
  - Jael, futebolista brasileiro.
  - Tandara Caixeta, jogadora de vôlei brasileira.
- 1989
  - Nastia Liukin, ex-ginasta estadunidense.
  - Xamã, rapper e ator brasileiro.
  - Naiara Azevedo, cantora brasileira
- 1990 — Lucas Hornos, ator brasileiro.
- 1991 — Rafael Galhardo, futebolista brasileiro.
- 1992
  - Guilherme Vieira, ator brasileiro.
  - Tequan Richmond, ator norte-americano.
  - Jorge Fonseca, judoca português.
  - MC Daleste, cantor e compositor brasileiro (m. 2013).
  - Tim Merlier, ciclista belga.
  - Édouard Louis, escritor e tradutor francês.
- 1993 — Brett Kelly, ator canadense.
- 1994 — Maro, cantora portuguesa.
- 1995
  - Gabily, cantora e compositora brasileira.
  - Jenthe Biermans, ciclista belga.
  - Rachel Hilson, atriz norte-americana.
  - Unai López, futebolista espanhol.
- 1996 — Sofía Castro, atriz mexicana.
- 1997
  - Hirunkit Changkham, ator, cantor e modelo tailandês.
  - Ilias Chair, futebolista marroquino.
- 1998 — Júlia Palha, atriz e modelo portuguesa.

### Século XXI
- 2000 — Jirawat Sutivanichsak, ator e modelo tailandês.
- 2002
  - Grace McCallum, ginasta norte-americana.
  - Isa Buzzi, cantora brasileira.
- 2003 — António Silva, futebolista português.

## Mortes

### Anteriores ao século XIX
- 0526 — Paulo de Edessa, bispo sírio de Edessa
- 1282 — Ibne Calicane, historiador islâmico (n. 1211).
- 1459 — Poggio Bracciolini, humanista italiano (n. 1380).
- 1466 — Johannes Fust, ourives e banqueiro alemão (n. c. 1410)
- 1704 — Frederica Amália da Dinamarca (n. 1649).
- 1602 — Jean-Jacques Boissard, antiquário e poeta francês (n. 1528).
- 1611 — Carlos IX da Suécia (n. 1550).
- 1626 — Willebrord Snel van Royen, astrônomo e matemático neerlandês (n. 1580).
- 1632 — Henrique II de Montmorency, nobre e político francês (n. 1595).
- 1730 — Nedim, poeta otomano (n. 1681).
- 1757
  - Edward Vernon, oficial da marinha britânica (n. 1684).
  - Osmã III, sultão otomano (n. 1699).

### Século XIX
- 1804 — Samuel Ayscough, bibliotecário britânico (n. 1745).
- 1809 — William Cavendish-Bentinck, 3.º Duque de Portland (n. 1738).
- 1867 — John Albion Andrew, político norte-americano (n. 1818).
- 1892 — Olga Nikolaevna da Rússia (n. 1822).
- 1893 — John Joseph Caldwell Abbott, político canadense (n. 1821).
- 1899 — Hermann Blumenau, químico e farmacêutico alemão (n. 1819).

### Século XX
- 1915 — Charles Tupper, político canadense (n. 1821).
- 1941 — Ingibjörg H. Bjarnason, política e sufragista islandesa (n. 1867).
- 1975 — Gustav Ludwig Hertz, físico alemão (n. 1887).
- 1979 — Santo Dias, ativista brasileiro (n. 1942).
- 1994 — Evandro do Bandolim, músico brasileiro (n. 1932).
- 1997 — Samuel Fuller, diretor estadunidense (n. 1912).

### Século XXI
- 2002 — Jason Mizell, D.J. e músico norte-americano (n. 1965).
- 2006 — Clifford Geertz, antropólogo estadunidense (n. 1926).
- 2007 — Robert Goulet, ator e cantor estadunidense (n. 1933).
- 2008
  - Valentin Bubukin, futebolista soviético e treinador russo (n. 1933).
  - Pedro Pompilio, diretor esportivo argentino (n. 1950).
- 2009
  - Claude Lévi-Strauss, antropólogo francês (n. 1908).
  - Juvenal Amarijo, futebolista brasileiro (n. 1923).
- 2013 — Renato Canini, ilustrador brasileiro (n. 1936).
- 2024 — Arthur Moreira Lima, pianista brasileiro (n. 1940).

## Feriados e eventos cíclicos

### Portugal
- Dia Nacional de Prevenção do Cancro de Mama

### Brasil
- Dia do Designer de interiores
- Dia do Balconista
- Dia do Comerciário
- Dia do Fisiculturista
- Dia do Ginecologista
- Dia da Merendeira Escolar
- Dia da Emancipação Política de Arapiraca - Alagoas

### Mitológicos
- Mitologia céltica: Dia de Morrígan, patrona das sacerdotisas e das bruxas.

### Cristianismo
- Alfredo Schuster
- Etelnodo
- John Wycliffe
- Luca Antonio Falcone
- Marcelo de Tânger
- Maria Restituta Kafka
- Saturnino de Cagliari
- Serapião de Antioquia
- Tércio de Icônio

## Outros calendários
- No calendário romano era o 3.º dia (III) antes das calendas de novembro.
- No calendário litúrgico tem a letra dominical B para o dia da semana.
- No calendário gregoriano a epacta do dia é xxiii.